# 荧蒽
荧蒽（英語：Fluoranthene），又名苯并苊、苯芴，化学式C16H10，是一种多环芳香烃，其名称来源于在紫外光下会发出荧光。荧蒽由萘与苯经五元环相连组成，这两个共轭体系是分离的，因而它在热力学上不如其同分异构体芘稳定。

## 生成
荧蒽由有机物不完全燃烧产生，虽然产生量不如一些有单一大共轭体系的稳定多环芳烃。世界卫生组织下属的国际癌症研究机构将其划为3类致癌物。
荧蒽可从煤焦油沥青分离得到。